# 盧克·克萊恩坦克
盧克·克萊恩坦克（英語：Luke Kleintank，1990年5月18日—）是美国的一位演員。他最著名的作品包括在《緋聞女孩》中飾演Elliot Leichter，以及在《年輕和騷動不安的一族》中飾演Noah Newman角色。
2019決戰中途島飾演戰機飛行員。

## 外部連結
- Luke Kleintank在互联网电影资料库（IMDb）上的資料（英文）